# British Athletics Birmingham Grand Prix
Der British Athletics Birmingham Grand Prix (bis 2011 British Grand Prix, bis 2013 Birmingham Aviva British Grand Prix) ist ein international bedeutendes Leichtathletik-Meeting. Er war bis 2022 Teil der Diamond League und gehört zur Major Event Series des britischen Leichtathletikverbands.
Bis einschließlich 2010 wurde er jährlich im Gateshead International Stadium in der englischen Stadt Gateshead ausgetragen, bevor er 2011 in das Alexander Stadium in Birmingham umzog.

## Weltrekorde
| Datum         | Athlet                      | Disziplin      | Leistung |
| 14. Juni 2004 | Jelena Issinbajewa Russland | Stabhochsprung | 4,87 m   |
| 11. Juni 2006 | Asafa Powell Jamaika        | 100 m          | 9,77     |

## Wettkampfbestleistungen

### Männer
| Art              | Rekord            | Athlet             | Herkunft               | Datum              |
| ---------------- | ----------------- | ------------------ | ---------------------- | ------------------ |
| 100 m            | 9,77 (+1,5 m/s)   | Asafa Powell       | Jamaika                | 11. Juni 2006      |
| 200 m            | 19,94             | Michael Johnson    | Vereinigte Staaten     | 15. September 1991 |
| 300 m            | 31,56             | Douglas Walker     | Vereinigtes Königreich | 19. Juli 1998      |
| 400 m            | 44,23             | Kirani James       | Grenada                | 5. Juni 2016       |
| 600 m            | 1:13,10 DLR       | David Rudisha      | Kenia                  | 5. Juni 2016       |
| 800 m            | 1:42,79           | Emmanuel Korir     | Kenia                  | 18. August 2018    |
| 1500 m           | 3:29,33           | Asbel Kiprop       | Kenia                  | 5. Juni 2016       |
| 1 Meile          | 3:51,89           | Asbel Kiprop       | Kenia                  | 24. August 2014    |
| 3000 m           | 7:26,69           | Kenenisa Bekele    | Äthiopien              | 15. Juli 2007      |
| 2 Meilen         | 8:07,85 DLR       | Mo Farah           | Vereinigtes Königreich | 24. August 2014    |
| 5000 m           | 13:00,20          | Vincent Chepkok    | Kenia                  | 10. Juli 2010      |
| 110 m Hürden     | 12,95 (−0,9 m/s)  | Aries Merritt      | Vereinigte Staaten     | 26. August 2012    |
| 400 m Hürden     | 47,67             | Kevin Young        | Vereinigte Staaten     | 14. August 1992    |
| 3000 m Hindernis | 8:00,12           | Conseslus Kipruto  | Kenia                  | 5. Juni 2016       |
| Hochsprung       | 2,40 m            | Mutaz Essa Barshim | Katar                  | 20. August 2017    |
| Weitsprung       | 8,53 m (+1,5 m/s) | Luvo Manyonga      | Südafrika              | 18. August 2018    |
| Dreisprung       | 17,74 m           | Christian Olsson   | Schweden               | 13. Juli 2003      |
| Kugelstoßen      | 22,45 m           | Christian Cantwell | Vereinigte Staaten     | 11. Juni 2006      |
| Diskuswurf       | 71,27 m DLR       | Kristjan Čeh       | Slowenien              | 21. Mai 2022       |
| Speerwurf        | 95,66 m           | Jan Železný        | Tschechien             | 29. August 1993    |

### Frauen
| Art              | Rekord            | Athlet                  | Herkunft               | Datum           |
| ---------------- | ----------------- | ----------------------- | ---------------------- | --------------- |
| 100 m            | 10,81 (+0,7 m/s)  | Carmelita Jeter         | Vereinigte Staaten     | 26. August 2012 |
| 200 m            | 22,15 (+0,4 m/s)  | Shaunae Miller-Uibo     | Bahamas                | 18. August 2018 |
| 400 m            | 49,77             | Sanya Richards          | Vereinigte Staaten     | 21. August 2005 |
| 800 m            | 1:56,92           | Francine Niyonsaba      | Burundi                | 5. Juni 2016    |
| 1500 m           | 3:58,07           | Kelly Holmes            | Vereinigtes Königreich | 29. Juni 1997   |
| 3000 m           | 8:28,90           | Sifan Hassan            | Niederlande            | 20. August 2017 |
| 1 Meile          | 4:21,11           | Konstanze Klosterhalfen | Deutschland            | 18. August 2019 |
| 2 Meilen         | 9:11,49 DLR       | Mercy Cherono           | Kenia                  | 24. August 2014 |
| 5000 m           | 14:51,77          | Tirunesh Dibaba         | Äthiopien              | 21. August 2005 |
| 100 m Hürden     | 12,46 (−0,3 m/s)  | Kendra Harrison         | Vereinigte Staaten     | 5. Juni 2016    |
| 100 m Hürden     | 12,46 (−0,2 m/s)  | Danielle Williams       | Jamaika                | 18. August 2019 |
| 400 m Hürden     | 53,78             | Kaliese Spencer         | Jamaika                | 26. August 2012 |
| 3000 m Hindernis | 9:05,55           | Beatrice Chepkoech      | Kenia                  | 18. August 2019 |
| Hochsprung       | 2,03 m            | Kajsa Bergqvist         | Schweden               | 21. August 2005 |
| Stabhochsprung   | 4,87 m            | Jelena Issinbajewa      | Russland               | 27. Juni 2004   |
| Weitsprung       | 6,96 m (+1,5 m/s) | Malaika Mihambo         | Deutschland            | 18. August 2018 |
| Dreisprung       | 14,94 m           | Ashia Hansen            | Vereinigtes Königreich | 29. Juni 1997   |
| Kugelstoßen      | 20,57 m           | Nadzeya Astapchuk       | Belarus                | 10. Juli 2010   |
| Diskuswurf       | 69,23 m           | Sandra Perković         | Kroatien               | 7. Juni 2015    |
| Speerwurf        | 66,08 m           | Barbora Špotáková       | Tschechien             | 26. August 2012 |